# Domnonée
Domnonée (Bretonska: Domnonea) är den moderna franska stavningen för Dumnonia (eller Domnonia), vilket var ett kungadöme i norra Bretagne som grundades av migranter från Dumnonia (Devon) i Storbritannien. Den latinska stavningen Domnonia kan avse både det brittiska och det bretonska kungadömet.